# Палёха, Александр Павлович
Александр Павлович Палёха (1913—15 января 1956) — передовик советского сельского хозяйства, звеньевой колхоза имени Стаханова Полтавского района Омской области, Герой Социалистического Труда (1948).

## Биография
Родился в 1881 году в селе Бижевка, Конотопского уезда, Черниговской губернии. Украинец.
С детства работал в поле. В 1936 году переехал в Омскую область и начал трудиться в колхозе имени Стаханова. Работал звеньевым в полеводческой бригаде. В распоряжение звена находилось 42 гектара пашни. Осуществлял грамотный подход к возделыванию этого земельного участка. По итогам работы вместо запланированных 20 центнеров звено получило 31 центнер с гектара, что являлось рекордом в Полтавской области. 
Указом Президиума Верховного Совета СССР от 8 марта 1948 года за особые заслуги в развитии сельского хозяйства и получение высокого урожая зерновых Александру Павловичу Палёхе было присвоено звание Героя Социалистического Труда с вручением ордена Ленина и медали «Серп и Молот».
На седьмом десятке своих лет стал работать садоводом в этом колхозе. 
В 1951 году переехал на место жительство в город Харьков.  
Умер в 15 января 1956 году.

## Награды
- золотая звезда «Серп и Молот» (08.03.1948)
- орден Ленина (08.03.1948).
- другие медали.